# Министерство экономики Республики Татарстан
Министерство экономики Республики Татарстан (тат. Татарстан Республикасы икътисад министрлыгы) — орган государственной власти Республики Татарстан.
Подчиняется Раису РТ и Кабинету Министров РТ.

## История
Образовано постановлением Государственного Совета РТ № 527 от 25 апреля 1996 года как Министерство экономики Республики Татарстан. Ранее его функции исполнялись Государственной плановой комиссией, подчинявшейся вначале Экономическому совещанию при Совете народных комиссаров ТАССР, а с 1926 года — непосредственно СНК ТАССР, Государственным плановым комитетом ТАССР, и Государственным комитетом РТ по экономике и прогнозированию.
В 1997 году министерству передаются функции упразднённого министерства внешних экономических связей, а в апреле 1998 года оно переименовывается в Министерство экономики и промышленности Республики Татарстан. Указом Президента РТ от 10 мая 2007 года министерству возвращено прежнее название.

## Министры[6][b]
- Мухтаров, Кашаф Гильфанович (1922–1923)
- Недачин, Александр Васильевич (1923–1924)
- Злобин, Анатолий Николаевич (1924)
- Габидуллин, Хаджи Загидуллович (1924–1926)
- Эглит, Мартын Адамович (1926–1928)
- Горин, Владимир Митрофанович (1928–1930)
- Пусеп А. (1930–1931)
- Белик, Дмитрий Сергеевич (1931–1932)
- Терский, Андрей Алексеевич (1932–1934)
- Эскин, Соломон Захарович (1934–1935)
- Ефимов Я.Ф. (1935–1937)
- Попов, Василий Федорович (1937–1938)
- Быстров, Виктор Ефремович (1938–1940)
- Цыбин, Павел Петрович (1940–1944)
- Полянский, Анатолий Антонович (1944–1960)
- Соколов, Михаил Сергеевич (1960–1966)
- Кунчий, Федор Тимофеевич (1966–1970)
- Сластников, Всеволод Степанович (1971–1972)
- Ермаков, Владимир Васильевич (1972–1988)
- Воронин, Юрий Михайлович (1988–1990)
- Хамидуллин, Фильза Гарифович (1990–1991)
- Габутдинова, Алла Максимилиановна (1995–1996)
- Бикбов, Дамир Мансурович[тат.] (1996–1998),
- Губайдуллин, Ринат Шайхуллович (1998–1999),
- Когогин, Сергей Анатольевич (1999–2002)
- Пахомов, Алексей Михайлович (2002–2005)
- Павлов, Борис Петрович (2005–2007),
- Сафиуллин, Марат Рашитович (2007–2010),
- Шагиахметов, Мидхат Рафкатович[тат.] (2010–2014)
- Здунов, Артём Алексеевич (2014–2018)
- Абдулганиев, Фарид Султанович[тат.] (2018–2020)
- Шагиахметов, Мидхат Рафкатович[тат.] (2020–2025)

## Адрес
По состоянию на 1940 год располагалось в Кремле (как Госплан ТАССР) и переехало на Московскую улицу в конце 1990-х годов.

### Комментарии
1. ↑  с 1946 года — Совету Министров ТАССР
2. ↑  до 1996 года — председатели Госплана, председатели государственного комитета